# Шабдрунг Нгванг Намґ'ял
Шабдрунг Нгванг Намґ'ял (1594-1651) — засновник Бутану, цар і буддійський чернець школи Друкпа Каг'ю. Він зміг об'єднати країну близько 1630 і надати Бутану власну державну і культурну ідентичність, відділивши бутанську культуру від тибетської.
Шабдрунг Рінпоче — також лінія реінкарнацій, що тягнеться ще з Тибету до Шабдрунга Нгаванг Намґ'яла по теперішній час.

## Біографія
Шабдрунг походить з впливової релігійної родини на Тибеті. Його дід був висланий з Тибету під час конфлікту зі школою Гелуг і оселився в долині Паро на заході Бутану, де населення дотримувалося школи Каг'ю. Син Друкпи Яб Чентенпо Ньїма і Сонам Палгі Бутрі з роду Кійшопа (з-під Лхаси).
В 1627 Бутан відвідали перші європейці — португальські єзуїти Каселла і Кабрал. Вони відгукуються про Шабдрунга як про доброзичливого і інтелігентного господаря, повного творчості і духовних сил. У той час він завершив трирічний рітріт мовчання, необхідний своєму рангу високого лами. Він готовий був надати єзуїтам всіляку підтримку і дозволити будувати церкву, проте їхні цілі були — досягти Тибету.
В 1634 під час Битви п'яти лам Шабдрунг зміг перемогти об'єднані тибетсько-бутанські сили, і після чого об'єднав Бутан в одну країну.
Столицею країни Шабдрунг вибрав дзонг Пунакха, і правив там до своєї смерті в 1651. Щоб уникнути заворушень, його близькі радники приховували його смерть ще 54 роки. Так як не було нічого дивного в його рітріті мовчання, якийсь час вдавалося переконати населення в його таємній присутності, хоча звичайно після кількох десятків років це ставало все важче і важче.

## Правління
Шабдрунг встановив подвійну систему влади, коли країна керувалася духовним лідером (призначається Дже Кхемпо) і адміністративним лідером Дезі Друк). Цей поділ зберігся досі.
По всій країні Шабдрунг організував будівництво укріплених фортець (дзонгів), які використовувалися як для адміністрації, так і для буддійських монастирів.

## Вшанування
Тіло Шабдрунга збереглося в священному чортені в дзонгу Пунакха і знаходиться під постійною охороною, і охорона його тіла вважається в Бутані найпочеснішої роботою.